# Boleophthalmus pectinirostris
Boleophthalmus pectinirostris är en fiskart som först beskrevs av Carl von Linné 1758.  Boleophthalmus pectinirostris ingår i släktet Boleophthalmus och familjen smörbultsfiskar. Inga underarter finns listade.

## Bildgalleri

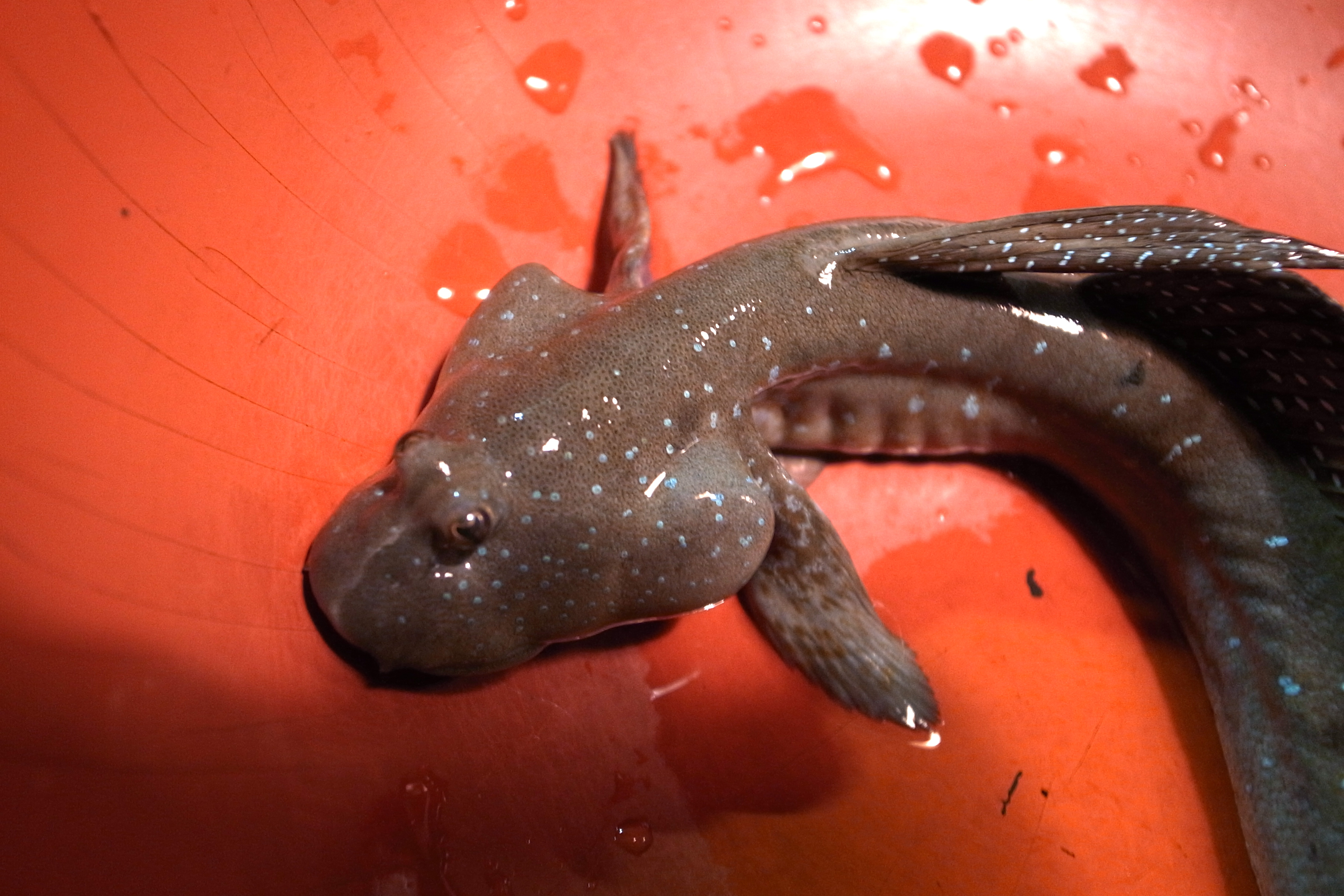
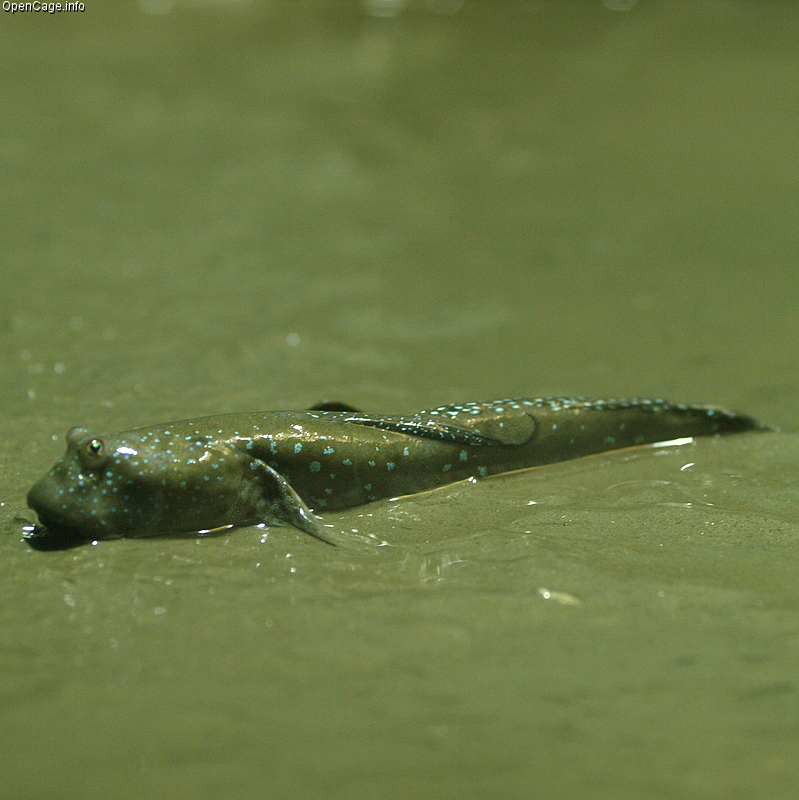
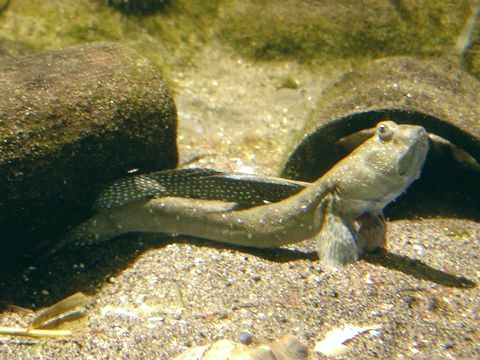